# Alberto Augusto
Pour les articles homonymes, voir Augusto.
Alberto Augusto, de son nom complet Alberto João Augusto, est un footballeur portugais né le 1er août 1898 à Lisbonne et mort le 20 janvier 1973. Il évoluait au poste d'attaquant.

## Biographie

### En club
Alberto Augusto joue notamment au Benfica Lisbonne de 1917 à 1924,.
Il effectue un passage au Brésil à Rio de Janeiro pour le compte de l'America FC en 1924,.
Il retourne ensuite au Portugal jouer sous les couleurs du Sporting Braga, du SC Salgueiros et du Vitória Guimarães,.

### En équipe nationale
International portugais, il reçoit quatre sélections en équipe du Portugal entre 1921 et 1926, pour un but marqué.
Il joue le tout premier match de l'équipe nationale du Portugal le 18 décembre 1921 en amical contre l'Espagne (défaite 1-3 à Madrid). Il marque alors le tout premier but de l'histoire du Portugal. 
Son dernier match a lieu le 24 janvier 1926 contre la Tchécoslovaquie en amical (match nul 1-1 à Porto).

## Palmarès
Avec le Benfica Lisbonne :
- Champion de Lisbonne en 1920

## Vie privée
Il est le frère d'Artur Augusto, lui aussi international portugais.